# Abu Alabas
Abu Alabas (c. anos 770 ou 780 - 810) foi um elefante-asiático trazido para o imperador carolíngio Carlos Magno pelo seu diplomata Isaque o Judeu. O presente foi do califa abássida Harune Arraxide e simboliza o começo das relações Abássida-Carolíngias. O nome do elefante e os eventos da sua vida estão gravados nos Annales regni Francorum carolíngios, e ele também é mencionado no Vida de Carlos Magno (Vita Caroli Magni) de Eginhardo. No entanto, não existem referências ao presente ou às interações com Carlos Magno nos registos Abássida.

## Relatos contemporâneos

### Do Oriente à Europa
Abu Alabas provavelmente nasceu durante os anos 770s ou 780s (baseado na idade média de maturidade de um elefante-asiático) e foi trazido para Bagdá, a cidade capital do Califado Abássida, pelo diplomata de Carlos Magno, Isaque, o Judeu, que junto com dois outros emissários, Lanfrido e Sigismundo, tinham sido enviados ao califado sob as ordens de Carlos Magno. Que o único membro sobrevivente do grupo, Isaque, tenha sido enviado de volta como o elefante foi visto como notícias avançadas para Carlos Magno dos seus dois emissários que conheceu em 801: um foi enviado pelo califa Harune Arraxide, outro por Abraão (Ibraim ibne Alaglabe), que foi governador de África. Carlos Magno então mandou um homem para Ligúria (a província à volta de Génova) para comissionar uma frota de navios para levar o elefante e outros bens.
Pesquisadores têm especulado em Isaque e na rota do elefante por África: Isaque e o elefante começaram a caminhada de volta seguindo a costa egípcia para Ifríquia, governada por Ibraim ibne Alaglabe que tinha comprado a terra de Arraxide por 40 mil dinares anuais. Possivelmente com a ajuda de Ibrahim na cidade capital de Cairuão (agora na Tunísia), Isaque navegou do porto (possivelmente Cartago, agora na Tunísia) com Abu Alabas e viajou o resto da distância para a Europa pelo Mar Mediterrâneo.
De qualquer forma, a leitura estrita do texto histórico Annales regni Francorum é que "Isaque o Judeu voltou de África com o elefante" (Isaac Iudeus de Africa cum elefanto) e desembarcou em Portovenere (perto de Génova) em outubro de 801. Os dois passaram o inverno em Vercelli, e na primavera ele começaram a marcha sobre os Alpes para a residência do Imperador em Aachen, chegando a 20 de julho de 802. Abu Alabas era um elefante adulto crescido.

### Morte
No ano 810, Carlos Magno deixou o seu palácio e montou uma campanha querendo envolver-se com o Rei Godofredo da Dinamarca e a sua frota que invadiu e saqueou a Frísia. Carlos Magno tinha atravessado o Rio Reno e permaneceu num local chamado "Lippeham" à espera de tropas por três dias, quando o seu elefante repentinamente morreu. Na suposição tácita que Abu Alabas estava com Carlos Magno quando morreu, alguns comentadores modernos aventuram que a besta tinha sido trazida para servir como um elefante de guerra.

### Local de morte
A localização de "Lippeham" é uma questão de conjetura, mas tem sido colocado na "boca do Rio Lippe" (a sua confluência com o Reno), em outras palavras, algures próximo da cidade de Wesel. A alegação data de pelo menos 1746, (ou 1735) quando J. H. Nünning e um colega publicaram uma notificação que "Lippeham" seria para identificar com Wesel; e que um osso colossal foi encontrado na área, na posse do seu museu afiliado, era plausivelmente uma parte dos restos do elefante Abu Alabas. Outro osso gigante foi encontrado no Rio Lippe entre uma captura de peixe no herrschaft de Gartrop no início de 1750, e também foi reivindicado como um peça de Abu Alabas.
Um detrator a esta alegação é Richard Hodges que o coloca em Charneca de Luneburgo, que não é próximo do Reno.

## Relatos modernos embelezados

### Detalhes de exibição e morte
Os Analles regni Francorum contêm apenas relatos curtos sobre o transporte de Abu Alabas (801), a sua entrega ao Imperador (802) e a sua morte (810). Mas escritores modernos têm dados vários relatos embelezados. Alguns indicam que quando Abu Alabaschegou, ele marchou por várias terras na Alemanha para o espanto dos espectadores, que ele aparecia em "Speyer, Estrasburgo, Verdun, Augsburgo, e Paderborn" como exibição ostensiva do poder do imperador, e que eventualmente se alojou em Augsburgo no que é agora sul da Baviera.
Alguns detalhes adicionais sobre a morte do elefante, dizendo que ele estava nos seus quarenta e já sofria de reumatismo quando acompanhou Carlos Magno na campanha pelo Reno indo à Frísia. Segundo essas fontes, num período de "tempo frio e chuvoso", Abu Alabas desenvolveu um caso de pneumonia. Os seus guardiões foram capazes de transportar a besta até Münster, onde ele colapsou e morreu.

### Elefante branco
Algumas obras modernas indicam que Abu Alabas era albino - literalmente um elefante branco - mas a base para esta alegação está em falta. Um exemplo antigo que dizia que Abu Alabas era um "elefante branco" ocorre num título escrito por Willis Mason West (1902). Em 1971, Peter Munz escreveu um livro destinado para leitores populares que repetia a mesma alegação do "elefante branco", mas um avaliador reportou isto como um "deslize" dado que "não existem provas" que ele conheça para o substanciar. Menção do "elefante branco" também aparece erroneamente no título do catálogo publicado da exibição Aachen de 2003: Ex oriente: Isaak und er weisse Elefant, no entanto, nesta publicação está um artigo contribuinte por Grewe e Pohle que anexa um ponto de interrogação: "Entre os presentes famosos para Carlos Magno estava um elefante (branco?)".

### Espécie de Abu Alabas
Um número de autores afirmam que Abu Alabas era um elefante-indiano, embora outros conjuram isto como uma pergunta aberta com o elefante-africano sendo a uma possibilidade distinta. Nenhuma fonte primária identifica a sua espécie diretamente.
Argumentos para Abu Alabas ter sido um elefante-indiano incluem que fontes Abássidas como Al-Jāḥiẓ e Almaçudi gravam uma crença que elefantes-africanos não são domáveis. Outra pista vem do monge irlandês Dicuil que menciona Abu Alabas na sua descrição da índia no seu trabalho geográfico De mensura orbis terrae ("Sobre a Medição do Mundo") em 825. Uma inicial capitular B de uma cópia do Comentário nos Salmos de Cassiodoro feita na Basílica de Saint-Denis no primeiro trimestre do nono século (agora Paris, BnF lat. 2195) incorpora uma cabeça de elefante. Um retrato realista de um elefante asiático sugere que o artista tinha visto Abu Alabas.
Provas de que Abu Alabas fosse um elefante-africano incluem a rota pela qual ele chegou na Europa, que foi via a Tunísia. Também, uma placa carolíngia sobrevive que foi feita de marfim de um elefante-africano e era de uma fonte contemporânea. O marfim era amplamente usado na arte carolíngia, mas a maioria deste material era reutilizado de fontes romanas. Esta placa em particular, uma representação da Virgem Maria era demasiado grande para ter vindo de uma presa de um elefante-indiano, medindo 22cm no seu lado mais longo. Datação por radiocarbono mostra que o marfim na placa não é de origem antiga. Para artistas carolíngios terem acesso ao novo marfim é tão fora do normal que faz Abu Alabas uma possível fonte deste material.
Uma curta história pelo autor alemão-neozelandês Norman Franke conta a biografia do elefante do seu ponto de vista.